# گائو یون (امپراتور)
گائو یون (درگذشته ۴۰۹ میلادی)، که زمانی مورونگ یون با نام محترم زی‌یو  نیز شناخته می‌شد، که با نام پس از مرگش به عنوان امپراتور هویی از یان جدید شمالی نیز شناخته می‌شود، بسته به توصیف مورخان، یا آخرین پادشاه سلسله یان جدید چین یا بنیانگذار سلسله یان شمالی چین بود. او از نوادگان خاندان سلطنتی گوگوریو (گائوگولی) بود که اجدادش توسط سلسله یان سابق اسیر شده بودند. او پس از کمک به مورونگ بائو (امپراتور هویمین) در سرکوب شورش پسر مورونگ بائو، مورونگ هوی، به فرزندی خاندان امپراتوری یان متأخر پذیرفته شد. گائو یون پس از شورش مردم علیه حکومت استبدادی عمویخوانده‌اش مورونگ شی (امپراتور ژائوون) به مقام امپراتوری رسید و در طول سلطنت خود از عنوان « پادشاه آسمانی » استفاده می‌کرد. در سال ۴۰۹، او ترور شد و پس از آشوبی، ژنرال هان او، فنگ با (امپراتور ونچنگ) جایگزین او شد.